# Zbigniew Czeczot

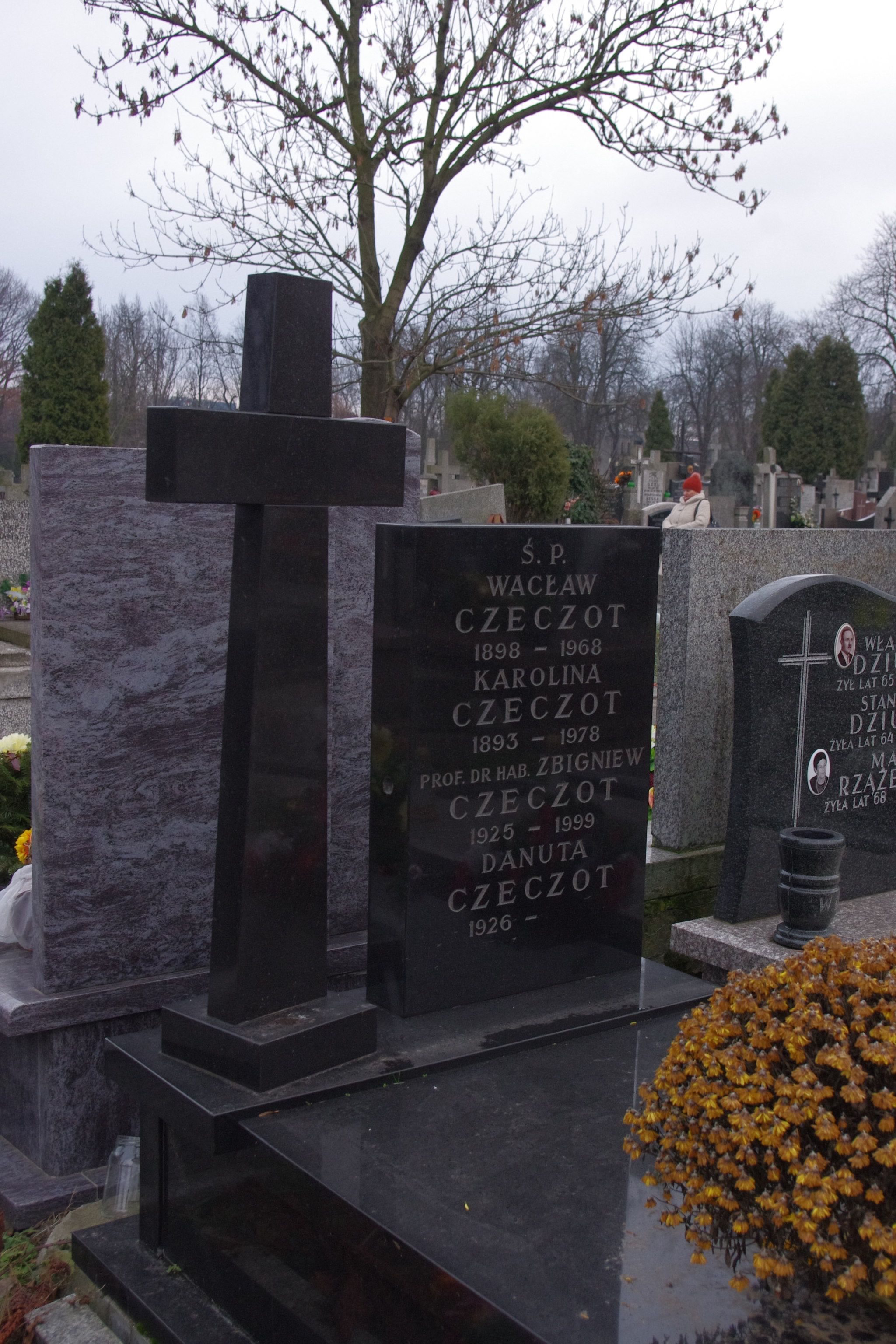
Grób prof. dr hab. Zbigniewa Czeczota na cmentarzu Wolskim w Warszawie

Zbigniew Czeczot (ur. 9 lutego 1925 w Warszawie, zm. 17 stycznia 1999 tamże) – polski kryminalistyk, prokurator, prof. dr hab. Uniwersytetu Warszawskiego. 

## Życiorys
Był synem Wacława, pracownika Tramwajów Warszawskich. Po ukończeniu szkoły powszechnej w 1937 roku zaczął naukę w I Gimnazjum Miejskim im. gen. Sowińskiego w Warszawie. W czasie okupacji kształcił się w szkołach zawodowych. W 1946 roku ukończył Liceum im. gen. Józefa Sowińskiego w Warszawie. Podjął następnie studia na Wydziale Prawa i Administracji UW, które ukończył w 1950 roku z tytułem magistra prawa (specjalizacja kryminologiczna). W latach 1949-1952 studiował dodatkowo filologię angielską. Pracował w Towarzystwie Handlu Międzynarodowego „Dal” jako tłumacz. Następnie pracował w Prezydium Rady Ministrów w charakterze radcy. W 1951 roku rozpoczął pracę na Uniwersytecie Warszawskim. W 1955 roku podjął pracę w prokuraturze, którą zakończył na stanowisku wiceprokuratora w Prokuraturze Generalnej. W 1968 roku obronił pod kierunkiem prof. Pawła Horoszowskiego pracę doktorską pt. Kryminalistycznej problematyki ekspertyzy pisma ręcznego. W tym samym roku otrzymał stanowisko docenta. Od 1 października 1973 roku pełnił funkcję kierownika Katedry Kryminalistyki. W 1976 roku uzyskał habilitację na podstawie monografii Kryminalistyczna problematyka osobowych środków dowodowych. Od 1990 roku był profesorem nadzwyczajnym UW. W 1995 roku przestał pełnić funkcję kierownika katedry i przeszedł na emeryturę.
Pochowany na cmentarzu Wolskim w Warszawie.

## Publikacje[4]
- Badania identyfikacyjne pisma ręcznego (Wydawnictwa Zakładu Kryminalistyki KGMO; Warszawa; 1971)
- Zarys kryminalistyki (Wydawnictwa Uniwersytetu Warszawskiego; Warszawa; 1972)
- Kryminalistyczna problematyka osobowych środków dowodowych (Wydawnictwa Uniwersytetu Warszawskiego; Warszawa; 1976)
- Podstawy kryminalistyki ogólnej (Wydawnictwa Uniwersytetu Warszawskiego; Warszawa; 1989; ISBN 83-230-0249-5)
- Kryminalistyka ogólna ("Comer"; Toruń; 1996; ISBN 83-85149-12-0)